# Андреас Ешбах
Андреас Ешбах (на немски: Andreas Eschbach) е германски писател на произведения в жанра научна фантастика и фантастичен трилър.

## Биография и творчество
Андреас Ешбах е роден на 15 септември 1959 г. в Улм, Германия. Пише от 12-годишна възраст. Учи специалност аерокосмически технологии в университета в Щутгарт, но не завършва, тъй като започва работа като разработчик на софтуер. В периода 1993 – 1996 г. е управляващ директор на компютърна консултантска компания.
Първият му разказ „Кукли“ е публикуван през 1991 г. През 1994 г. получава стипендия от Фондация „Арно-Шмид“ като обещаващ млад писател.
Първият му фантастичен роман „Die Haarteppichknüpfer“ (Тъкачите на килими) е публикуван през 1995 г. Романът получава награда за най-добър първи фантастичен роман.
Романът му „Видео Исус“ от 1998 г. развива темата за пътуване в миналото и отражението му днес. Той става бестселър и през 2002 г. е екранизиран в германски телевизионен филм.
Няколко от романите на писателя са удостоени с наградата „Курд Ласвиц“, една от най-престижните награди за германска научна фантастика.
Освен романи пише и части за „Пери Родан“, успешна космическа опера, която не е спирала да излиза ежеседмично от 1961 г.
Андреас Ешбах живее от 2003 г. със семейството си на френското атлантическо крайбрежие в Бретан.

## Произведения

### Самостоятелни романи
- Die Haarteppichknüpfer (1995)
- Solarstation (1996) – награда „Курд Ласвиц“
- Das Jesus Video (1998) – награда „Курд Ласвиц“
Видео Исус, изд.: ИК „Атика“, София (2006), прев. Марин Гинев
- Kelwitts Stern (1999) – награда „Курд Ласвиц“
- Quest (2001) – награда „Курд Ласвиц“
- Eine Billion Dollar (2001)
- Exponentialdrift (2003)
- Der Letzte seiner Art (2003,
- Der Nobelpreis (2005)
- Ausgebrannt (2007) – награда „Курд Ласвиц“
- Ein König für Deutschland (2009)
- Herr aller Dinge (2011) – награда „Курд Ласвиц“
- Todesengel (2013)
- Der Jesus-Deal (2014)
- Teufelsgold (2016)

### Юношеска литература
- Perfect Copy (2002)
- Die seltene Gabe (2004)

#### Серия „Проект „Марс“ (Das Marsprojekt)
1. Das ferne Leuchten (2005)
2. Die blauen Türme (2005)
3. Die gläsernen Höhlen (2006)
4. Die steinernen Schatten (2007)
5. Die schlafenden Hüter (2008)
6. Gibt es Leben auf dem Mars oder Das Marsprojekt – Der flüsternde Sturm (2009)

#### Серия „Аут“ (Out)
1. Black*Out (2010)
2. Hide*Out (2011)
3. Time*Out (2012)

#### Серия „Аквамарин“ (Aquamarin)
1. Aquamarin (2015)
2. Submarin (2017)

### Участие в общи серии с други писатели

#### Серия „Пери Родан“ (Perry Rhodan)
- №1935 Der Gesang der Stille (1998)
- №2295 Die Rückkehr (2005)
- №2503 Die Falle von Dhogar (2009)
- №2614 Ein unbedeutender Mann (2011)
- №2700 Der Techno-Mond (2013)
- №2812 Willkommen im Tamanium! (2015)
- №2813 An Rhodans Grab (2015)

### Разкази
- Welt des Unheils (1975)
- Dolls (1991)
- Der Mann aus der Zukunft (1995)
- Überraschungsgäste (1996)
- Die Wunder des Universums (1997)
- Jenseits der Berge
- Druupies (1999)
- Humanic Park
- Ein lausiger Historiker (2001)
- Halloween
- Unerlaubte Werbung
- Der Drache im Hindukusch
- Quantenmüll (2004)
Квантов боклук, в Сборище на трубадури, София (2007), прев. Стоян Христов
- Eine Trillion Euro (2004)
- Gibt es Leben auf dem Mars? (2009)
- Die Liebe der Jeng
- Love Hacking oder: Liebe im Jahr 2064 (2014)
- Acapulco! Acapulco! (2016)

### Сборници
- Eine unberührte Welt (2008) – разкази

### Документалистика
- Software nach Maß. Planung, Realisierung und Kontrolle von EDV-Projekten (2000)
- Das Buch von der Zukunft (2004)

### Екранизации
- 2002 Das Jesus Video – ТВ филм, по романа
- Jesus Video 3D – в разработка